# Петров В'ячеслав Васильович
Петров Вячеслав Васильович (3 серпня 1940, м. Лиски Воронезької обл.) — вчений у галузі оптоелектронного матеріалознавства, інформаційних технологій та оптичного запису інформації, академік НАН України (2012), доктор технічних наук (1983), професор (1991), Заслужений діяч науки і техніки України (1998), Лауреат Державної премії України в галузі науки і техніки (2008), директор Інституту проблем реєстрації інформації НАН України (з 1987).

## Біографія
Народився 3 серпня 1940 року у м. Лиски Воронізької обл. у сім'ї робітників. Закінчив Харківський політехнічний інститут (1957—1962), інженер-електромеханік; кандидатська дисертація «Резистивные матрицы и некоторые их применения в вычислительной технике» (1968); докторська дисертація «Физико-технические основы создания запоминающих устройств большой емкости на оптических дисках» (1983).
1962-64 — інж., ст. інж. Харків, політех. ін-ту;
1964-71 — аспірант, мол. наук, співроб., ст. наук, співроб. Ін-ту кібернетики АН УРСР;
1971-81 — керівн. лабор., нач-к спільної лабор. Ін-ту електродинаміки АН УРСР;
1981-87 — керівн. галуз. відділення, заст. директора Ін-ту проблем моделювання в енергетиці АН УРСР;
1988-98 — заст. академіка-секретаря Відд. інформатики НАН України;
з 1987 дотепер — засновник і директор Інституту проблем реєстрації інформації НАН України;
1991—2000 — засновник і гол. ред. електронної комп'ютерної газети «Все-Всім»;
з 1995 дотепер — ініціатор створення і гол. ред. Українського наукового реферативного журналу «Джерело»;
з 1998 дотепер — гол. ред. науково-техн. журналу «Реєстрація, зберігання і обробка даних».
Автор понад 600 публікацій, зокрема 8 монографій, понад 230 винаходів. Чотири ліцензії придбано компанією «Самсунг».

## Наукові інтереси
Наукові дослідження присвячені:
- створенню фізичних основ, принципів, методів та систем оптичної реєстрації інформації;
- створенню матеріалів для оптичної реєстрації інформації та управління оптичним випромінюванням;
- створенню технології довготермінового зберігання цифрової інформації;
- розробці методів та створенню баз даних інформації з раритетних носіїв та баз даних наукової реферативної інформації;
- розробці та впровадженню високих технологій у медичну практику (в галузі офтальмології) та для оснащення автошляхів з метою забезпечення безпеки руху .

Ці напрямки досліджень викликають інтерес наукової громадськості, і В. В. Петров входить до числа 5 учених України, які зробили найбільшу кількість наукових доповідей на засіданнях Президії НАН України.
Основні наукові результати академіка (з 2012 р.) HAH України В. В. Петрова:
1. Відкритий ефект неорганічної фотолітографії, вперше у світі одержані елементи субмікронних розмірів.
2. На Всесвітньому електротехнічному конгресі в 1977 році вперше у світі, за сім років до появи перших компакт-дисків, запропонована концепція оптичного диска як «єдиного носія інформації» та обґрунтовані принципи створення оптико-механічних запам'ятовуючих пристроїв.
3. Вперше у світі створені й підключені до суперЕОМ оптичні диски великої ємності ЄС 5350 та оптичні циліндри ЄС 5153.
4. Синтезовано і досліджено широке коло тонкоплівкових матеріалів для оптичного запису і довготермінового зберігання інформації.
5. Вперше у світі запропоновано, розроблено і досліджено метод оптичного динамічного імерсійного запису інформації.
6. Теоретично обґрунтована, розроблена й впроваджена система масового поширення комп'ютерної інформації широкополосними телевізійними каналами, яка працювала в Україні 10 років.
7. Теоретично обґрунтовано і технологічно відпрацьовано метод виготовлення оптичних носіїв інформації на сапфірі з великим терміном зберігання.
8. Розроблено технологію й устаткування для виготовлення високоефективних мікропризмових світлоповертальних елементів.
9. Запропоновано метод виготовлення високоякісних мікрорельефних структур для високоефективного лікування косоокості у дітей, впроваджений у діагностичному наборі компенсаторів косоокості призмових КК-42. Сьогодні цей набір зареєстровано в МОЗ України як виріб медичного призначення.
10. Розроблено, створено й впроваджено принципово новий метод та комплекс прецизійного обладнання для відтворення й реставрації звуку з воскових циліндрів Едісона, визнаний міжнародними експертами найкращим у світі. На сьогодні відтворені унікальні колекції звукового надбання світового рівня України, Ізраїлю, Данії, Польщі, Росії. Відтворена колекція музичного фольклору з фондів Національної бібліотеки України ім. В. І. Вернадського занесена до Реєстру ЮНЕСКО світових культурних пам'яток «Пам'ять світу» і стала в ньому першим об'єктом від України.

Науково-організаційна робота
Засновник і директор Інституту проблем реєстрації інформації НАН України з 1987 року.
Головний конструктор першого накопичувача інформації ЄС5150 для ЕОМ із змінним оптичним диском ємністю 2500 Мбайт і принципово нового першого у світі малогабаритного накопичувача з імерсійним записом на оптичних циліндрах ЄС5153 ємністю 200 Мбайт для використання в персональних ЕОМ.
Головний редактор розробленої під його науковим керівництвом електронної комп'ютерної газети «Все-Всім» (з 1991 по 2000 рр.). Організатор серійного виробництва апаратури для цієї системи на трьох заводах України і встановлення близько 10 тис. робочих місць абонентів системи в різних організаціях, державних підприємствах, наукових установах та навчальних закладах, в тому числі у 591 Державній податковій адміністрації на всій території України.
Ініціатор забезпечення учених України за допомогою електронної комп'ютерної газети «Все-Всім» науковою інформацією усього світу — реферативними виданнями баз даних «Current Contents» Інституту наукової інформації США (ISI).
Ініціатор розробки Програми інформатизації м. Києва, під його керівництвом створена Концепція інформатизації м. Києва і в ІПРІ HAH України розроблена корпоративна комп'ютерна мережа Київської міської державної адміністрації.
Ініціатор створення і головний редактор Українського наукового реферативного журналу «Джерело», який видається з 1995 року і фактично став головним національним науковим реферативним журналом, що сприяє інформуванню наукової громадськості про дослідження в Україні з усіх галузей знань.
Один з розробників технології й устаткування для виготовлення високоефективних мікропризмових світлоповертальних елементів, впроваджених у діагностичному наборі компенсаторів косоокості призмових КК-42, призначених для діагностики і лікування косоокості у дітей, а також для оснащення автошляхів з метою забезпечення безпеки руху (дорожні вставки, колесовідбійні стрічки, дорожні стовпчики).
Член Бюро Відділення інформатики HAH України (з 1988 року), заступник голови Науково-видавничої ради НАН України, Голова секції Координаційної ради з науки та інновацій за стратегічним напрямом інноваційної діяльності «Широке застосування сучасних інформаційних технологій», один з академіків-засновників Академії технологічних наук України, член Координаційної ради з питань інформатизації при Верховній Раді України, член Ради директорів наукових бібліотек і науково-інформаційних центрів національних академій наук при Міжнародній асоціації академій наук, членом правління ряду наукових асоціацій, спеціалізованих рад із захисту дисертацій, член редакційних колегій, співзасновник і член правління «Фонду Глушкова», заступник академіка-секретаря Відділення інформатики НАН України (1988—1998).

## Нагороди і звання
Лауреат 1-ї Укр. республік, премії молодих вчених в галузі кібернетики (1967), премії Президії AH СРСР за фундаментальні дослідження в галузі мікроелектроніки (1973), премії АН УРСР ім. С. О. Лебедєва (1991), 1-ї щорічної премії Держпатенту України «Винахід року» (1993), премії НАН України ім. В. М. Глушкова (1996). Орден «Знак пошани» (1986). Диплом члена Міжнар. Академії лідерів бізнесу і адміністрації (1997). Почесне звання «Заслужений діяч науки і техніки України» (1998). Нац. нагорода «Henry Ford European Conservation Awards» за видатний внесок у збереження навколишнього середовища і культурного надбання (1999), нагорода від Посольства Ізраїлю в Україні «Золота Зірка Давіда» за внесок по збереженню культурного надбання народів світу (1999). Орден «За заслуги» III ступеня (2003), відзнака НАН України «За наукові досягнення» (2007), Державна премія України в галузі науки і техніки (2008), орден «За заслуги» II ступеня (2008), орден «За заслуги» I ступеня (2015).